# Эглон-Сорина, Камиль
Камиль Эглон-Сорина (фр. Camille Ayglon-Saurina, род. 21 мая 1985, Авиньон) — французская гандболистка, игрок французского клуба «Нант» и национальной сборной Франции, за которую выступает с 2007 года. Серебряный призёр Олимпийских игр 2016 года, чемпионка мира 2017 года и чемпионка Европы 2018 года.

## Биография

### Клубная
Профессиональную карьеру Камиль Эглон начала в клубе «Ним», однако за 9 лет, проведённых в составе «Нима» Эглон не смогла стать обладательницей ни одного значимого трофея. Благодаря попаданию в финал национального Кубка «Ним» получил право в 2004 году принять участие в Кубке обладателей кубков ЕГФ, однако вылетели из него уже во втором раунде. В 2008 году Эглон перешла в «Мец», который с 2004 года ежегодно становился чемпионом Франции. В первом же сезоне с Эглон в составе эта серия продолжилась. А в 2009 году Камиль стала двукратной чемпионкой Франции. На международной арене «Мец» был близок к завоеванию трофея в 2010 году, когда дошёл до полуфинала Кубка обладателей кубка. Также в составе «Меца» Эглон стала обладательницей Кубка Франции и Кубка лиги, а также по итогам сезона 2009/10 получила звание лучшей правой полусредней прошедшего чемпионата. Это звание она защитила и в сезоне 2010/11, но при этом Эглон выступала уже в составе «Нима», куда вернулась перед началом чемпионата. В сентябре 2013 года Камиль Эглон родила ребёнка, а уже в январе 2014 года она вернулась к играм за «Ним», при этом в первом матче после возвращения Камиль в состав клубу было засчитано техническое поражение, поскольку слишком поздно отправили медицинскую справку в национальную федерацию.
Весной 2016 года «Ним» обанкротился и Эглон приняла решение уехать в Румынию, где стала играть за лидера чемпионата «Бухарест». В составе столичной команды Камиль дважды становилась чемпионкой страны и обладательницей национального Кубка. Также «Бухарест» дважды выходил в финал четырёх Лиги чемпионов, где оба раза занимал третье место. В 2018 году Эглон вернулась во Францию, в клуб «Нант», где помощником тренера стал её муж — Гийом Сорина.

### В сборной
В 2008 году Камиль Эглон была включена в состав сборной Франции для участия в летних Олимпийских играх в Пекине. Эглон приняла участие во всех восьми матчах национальной сборной, в которых отличилась всего 9 забитыми мячами. По итогам турнира сборная Франции заняла 5-е место.
На летних Олимпийских играх 2012 года в Лондоне сборная Франции, как и 4 года назад выбыла в четвертьфинале, однако в этот раз француженки заняли в группе 1-е место, в связи с чем в 1/4 финала встречались с 4-й командной другой группы сборной Черногории и уступила ей 22:23. На основании предварительных результатов сборная Франции заняла итоговое 5-е место. Эглон на турнире выступила в 6 встречах, в которых забила 12 голов. А в первом матче против сборной Норвегии французская гандболистка отметилась красной карточкой. Чемпионат мира 2013 года Эглон пропустила из-за беременности.
В 2016 году на летних Олимпийских играх в Рио-де-Жанейро француженки уверенно провели групповой этап, уступив лишь в одном мачте сборной России 25:26. Четвертьфинальный матч, который на прошлых двух Играх оказывался для француженок неудачным, против сборной Испании прошёл в упорной борьбе. По итогам основного времени счёт был 23:23, в результате чего пришлось играть дополнительное время, в котором сильнее оказались француженки. В полуфинале сборная Франции победила сборную Нидерландов 24:23 и впервые в своей истории вышли в олимпийский финал. В решающем матче француженкам предстояло вновь сыграть со сборной России. По итогам поединка вновь сильнее оказались россиянки 22:19, а сборная Франции завоевала серебряные медали. Камиль Эглон приняла участие во всех восьми встречах французской сборной и стала автором девяти забитых голов. В 2017 году французская сборная с Камиль Эглон в составе стала чемпионом мира, а в 2018 году чемпионом Европы, взяв в финале реванш у сборной России за поражение в Рио-де-Жанейро.

## Достижения

### Сборная
- Серебряный призёр Олимпийских игр: 2016
- Чемпионка мира: 2017
- Серебряный призёр чемпионата мира: 2009, 2011
- Чемпионка Европы: 2018
- Бронзовый призёр чемпионата Европы: 2006
- Чемпионка Средиземноморских игр: 2009

### Клуб
- Чемпионка Франции: 2009
- Чемпионка Румынии: 2017, 2018
- Обладательница Кубка Франции: 2010
- Обладательница Кубка французской лиги: 2009, 2010
- Обладательница Кубка Румынии: 2017, 2018
- Обладательница Суперкубка Румынии: 2016, 2017

### Личные
- Лучшая полусредняя чемпионата Франции: 2009/10, 2010/11

## Награды и звания
30 ноября 2016 года было присвоено звание кавалера ордена «За заслуги».